# 津山インターチェンジ
津山インターチェンジ（つやまインターチェンジ）は、岡山県津山市河辺にある中国自動車道のインターチェンジである。西日本高速道路（NEXCO西日本）中国支社津山高速道路事務所、岡山県警察高速道路交通警察隊北部方面隊が併設されている。

## 概要
津山市の東部に位置し、大阪方面から津山市街、広島方面から勝田郡勝央町へのアクセスインターチェンジとして機能する。

### 道路
- E2A 中国自動車道（13番）

## 歴史
1974年（昭和49年）に中国自動車道美作IC - 落合IC間の開通と同時に供用開始。

### 年表
- 1974年（昭和49年）
  - 12月19日 : 当IC内に岡山県警察機動警察隊の附置組織として「津山方面隊」を設置[1]。
  - 12月21日 : 美作IC - 落合IC間が開通し、当IC供用開始。
- 1975年（昭和50年）10月1日 : 津山方面隊が機動警察隊から独立し、当ICを隊本部とする「岡山県警察高速道路交通警察隊」が発足[2]。
- 1978年（昭和53年）10月1日 : 当IC内に高速道路交通警察隊「津山分駐隊」を設置[1]。
- 1988年（昭和63年）3月1日 : 高速道路交通警察隊本部を山陽自動車道[注釈 1]早島ICに移転[3]。津山分駐隊は「北部方面隊津山分駐隊」となる[1]。
- 1999年（平成11年）3月10日 : 北部方面隊のうちの津山分駐隊と新見分駐隊を当IC内の「北部方面隊」に統一[1]。
- 2013年（平成25年） - 2014年（平成26年） : 料金所や事務所、職員用駐車場などを改装。

## 周辺
- ヤマダアウトレット津山店
- イオンモール津山
  - ガスト津山インター店
  - カレーハウスCoCo壱番屋津山インター店
  - ゲオ津山インター店
  - ホームファッションニトリ
- 津山インタープラザ
  - イエローハット津山インター店
  - お宝発見津山店
  - ユーズボウル津山店
- スーパーハリウッド津山店

## 接続する道路

### 直接接続
- 国道53号（国道429号重用区間）

### 間接接続
- 国道179号（国道374号重用区間）

## 料金所
ブース数は6。

### 入口
- ブース数：2
  - ETC専用：1
  - 一般・ETC：1

### 出口
- ブース数：2
  - ETC専用：1
  - 一般：1

### 終日閉鎖
- ブース数：2

## 津山バスストップ

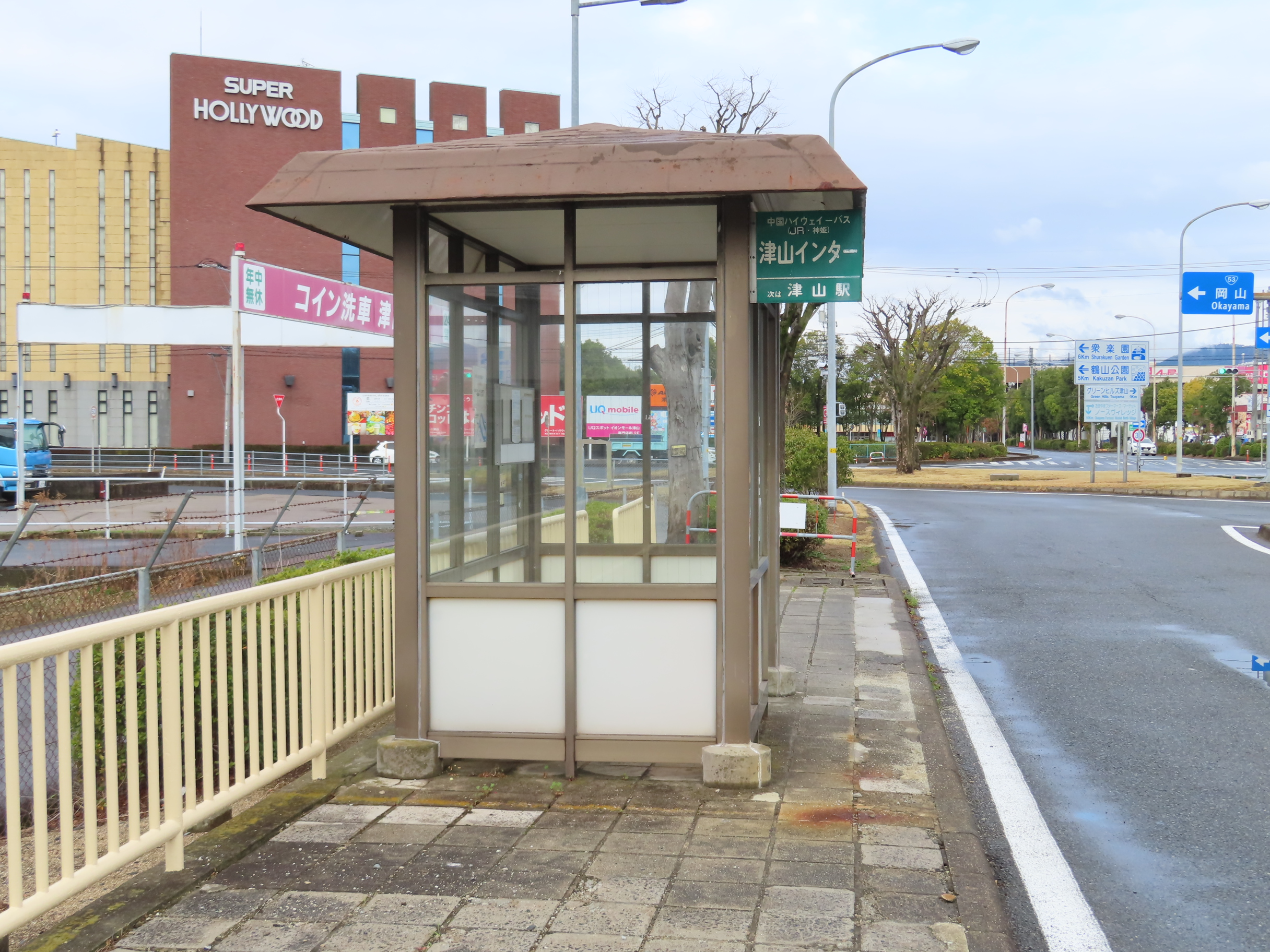
津山バスストップ

料金所そばに高速バス専用のバス停留所が設けられている。停留所設備は高速道路外に設けられており、停車するバスはいったん料金所を出て客扱いを行う形になる。バス事業者は津山インター（つやまインター）という呼称を使用している。
出口料金所の先にのみ降車停留所がある（入口料金所の前後に停留所がない）ため、高速を降りて津山駅方面に向かうバスのみが降車扱いを行い、大阪・京都方面に向かう高速バスは国道53号（国道429号重用区間）沿いのスーパーハリウッド津山店前に設けられている津山インターバス停で乗車扱いを行う。
路線バスは国道53号（国道429号重用区間）沿いのスーパーハリウッド津山店前・津山インタープラザ前に設けられている津山インターバス停で乗降扱いを行う。
なお、ルブラン号（東京品川・お台場方面）、ルミナス・マスカット号（東京新宿方面）、大阪 - 新見・三次線（新大阪・大阪梅田方面）は当バスストップには停車しない（運行経路上であるが通過扱いとなる）。

### 停車する路線
| 高速バス                   | 高速バス                        | 高速バス                                                              | 高速バス |          |
| のりば                     | 運行事業者                      | 愛称・行先                                                            | 備考     |          |
| -------------------------- | ------------------------------- | --------------------------------------------------------------------- | -------- | -------- |
| スーパーハリウッド津山店前 | 神姫バス 西日本ジェイアールバス | 中国ハイウェイバス：大阪（新大阪駅・大阪駅JR高速バスターミナル・USJ） |          |          |
| 出口料金所先               | 降車専用                        | 降車専用                                                              | 降車専用 | 降車専用 |
| 路線バス                   |                                 |                                                                       |          |          |
| のりば                     | 運行事業者                      | 行先                                                                  | 備考     |          |
| スーパーハリウッド津山店前 | 中鉄北部バス                    | 行方・小坂 / 勝間田駅前                                               |          |          |
| スーパーハリウッド津山店前 | 美作市営勝田バス                | 観音堂・梶並                                                          | 日曜運休 |          |
| 津山インタープラザ前       | 中鉄北部バス                    | 津山駅 / 勝間田駅前                                                   |          |          |
| 津山インタープラザ前       | 美作市営勝田バス                | 津山駅 / 津山東高口                                                   | 日曜運休 |          |

#### かつて停車していた路線
以下の路線は2015年（平成27年）3月をもって休止。
- 神戸 - 津山線（西日本JRバス）
  - 新神戸・三宮・神戸三田プレミアム・アウトレット - 津山

以下の路線は2020年（令和2年）11月をもって休止。
- 津山エクスプレス京都号（西日本JRバス・神姫バス）
  - 京都 - 津山

### バス停へのアクセス
- 中鉄北部バス・美作市営勝田バス 津山インターバス停（国道53号・国道429号）
- 東津山駅徒歩20分

## 隣
E2A 中国自動車道
(12)美作IC/BS - (12-1)勝央JCT - 勝間田BS - 勝央SA - (13)津山IC/BS - 津山北BS - 二宮PA - (14)院庄IC/BS